# 神奈川県立岡津高等学校
神奈川県立岡津高等学校（かながわけんりつ おかつこうとうがっこう）は、かつて神奈川県横浜市泉区岡津町にあった県立高等学校。

## 概要
相鉄いずみ野線沿線に開発された住宅地域「緑園都市」に近接していた。最寄り駅緑園都市駅は高層マンション、ショッピングセンターなどが並ぶ、近郊ベッドタウンの趣だが、高校の周囲は小高い丘となっており近年までは畑や林の残る緑の多い風景であった。4年制大学への進学は1980年代当時、東海大学、関東学院大学、神奈川大学、明治大学、早稲田大学等。部活動は近年ではラグビー部が7人制の横浜市総体で優勝、バレーボール部、吹奏楽部が関東大会出場、写真部の全国大会出場などの実績を有していた。

## 沿革
昭和40年代に神奈川県が推進した「県立高校100校新設計画」に基づき、人口の増加が見込まれた横浜西部地域のうち相模鉄道相鉄いずみ野線（1976年開通）沿線に高校を新設することが望まれ開設された。高校進学人口の減少や学区制度の廃止、いずみ野線の小田急江ノ島線との連接により、沿線の高校への通学も容易となり、高校の定員・在校生数も減少。2008年4月に神奈川県立和泉高等学校と併合し、総合学科（単位制）高校（神奈川県立横浜緑園総合高等学校）へ移行した。

### 年表
- 1977年4月1日 - 神奈川県立舞岡高等学校内に仮校舎を設置し設立される。
- 1978年4月21日 - 校舎が完成し現在地に移転。
- 1981年〜1993年 - 1学年約500名の規模が継続する。
- 2008年4月 - 和泉高校と統合、総合学科（単位制）高校へ移行

## 交通
- 相鉄いずみ野線緑園都市駅より徒歩15分

## 旧学区
学区撤廃以前は「横浜西部学区」（1981－2004年度／以下各校）に属していた。
- 神奈川県立希望ヶ丘高等学校
- 神奈川県立旭高等学校
- 神奈川県立中沢高等学校（2004年都岡高等学校と統合、神奈川県立横浜旭陵高等学校となる。）
- 神奈川県立都岡高等学校（2004年中沢高等学校と統合、神奈川県立横浜旭陵高等学校となる。）
- 神奈川県立和泉高等学校（2008年岡津高等学校と統合、神奈川県立横浜緑園総合高等学校となる。）
- 神奈川県立松陽高等学校
- 神奈川県立岡津高等学校（2008年和泉高等学校と統合、神奈川県立横浜緑園総合高等学校となる。）
- 神奈川県立瀬谷高等学校
- 神奈川県立瀬谷西高等学校

## 統合後
- 2008年4月から和泉高校と統合、総合学科（単位制）高校として併合新設される。設備は本校のものを使用する。コースは「自然環境」「文化教養」「生活福祉」「国際理解」「情報ビジネス」「健康スポーツ」に大別して単位を取得する。

（統合が決定した2006年4月から岡津高校と和泉高校は制服、教科書等を統一して統合に備えてきた）
- 和泉高校の学校設備は横浜修悠館に引き継がれる。

## 著名な出身者
- 安藤典莉子（バレーボール選手）
- 美尾敦（サッカー選手）
- 小原章吾（サッカー選手）
- 和田貴志（お笑い芸人）
- 西岡義高 (衆議院議員)